# Woudse Droogmakerij
De Woudse Droogmakerij was een waterschap in de gemeente Schipluiden, in de Nederlandse provincie Zuid-Holland. Het waterschap was in 1846 ontstaan uit de Woudse Polder (gesticht rond 1500) en was feitelijk een naamswijziging en kleine uitbreiding ten noorden van 't Woudt.
Het waterschap was verantwoordelijk voor de drooglegging en de waterhuishouding in de polder.